# Martin Jørgensen
Lars Martin Jørgensen, född 6 oktober 1975, är en dansk före detta fotbollsspelare som avslutade sin karriär i den danska klubben AGF Aarhus. 
Jørgensen har spelat 100 matcher och gjort 12 mål för det danska landslaget. Han är den enda spelaren som har representerat Danmark på tre världsmästerskap i fotboll och även den enda som har representerat dem på två europamästerskap i fotboll. Efter att Danmark slagits ut ur fotbolls-VM 2010, meddelade Jørgensen att han skulle sluta i landslaget. Då han var en match från att nå sin hundrade landskamp, blev han i november 2010 uttagen av Danmarks förbundskapten, i det som blev hans avskedsmatch.
Han är äldre bror till den danska före detta fotbollsspelaren Mads Jørgensen.